# Camellia dormoyana
Camellia dormoyana là một loài thực vật có hoa trong họ Theaceae. Loài này được (Pierre) Sealy mô tả khoa học đầu tiên năm 1958.